# Levi Cooper Lane
Levi Cooper Lane (9 de mayo de 1828-9 de febrero de 1902) fue un médico y cirujano estadounidense. Creó el Cooper Medical College, precursor de la Facultad de Medicina de la Universidad de Stanford, además de sentar las bases de la biblioteca médica de Stanford y de la Escuela de Enfermería de Stanford. La biblioteca médica de la Universidad sigue llamándose Lane Medical Library en su honor.

## Educación y vida tempranas
Lane nació en Somerville, Ohio, el 9 de mayo de 1828. Estudió en el Farmer's College, cerca de Cincinnati, y se licenció en el Union Theological Seminary de Nueva York.
Se licenció en medicina en el Jefferson Medical College de Filadelfia en 1851. Hizo un internado durante cuatro años y luego sirvió en la Marina de los Estados Unidos como cirujano asistente de 1855 a 1859.

## Carrera temprana
A continuación se instaló en San Francisco, donde su tío, Elias Samuel Cooper, también médico, acababa de fundar la primera facultad de medicina de la costa oeste de Estados Unidos en 1858. La escuela de medicina fue fundada por el College of the Pacific (ahora la Universidad del Pacífico). Se llamaba Departamento de Medicina del College of the Pacific y su personal estaba formado exclusivamente por médicos locales en activo. Cooper fue presidente y cirujano jefe; Lane se convirtió en miembro de la facultad.

Tras la muerte de Cooper en 1862, el Departamento de Medicina dejó de funcionar. Lane y otros miembros de la facultad comenzaron a enseñar en el recién creado Toland Medical College (más tarde la Universidad de California, San Francisco).
Lane se casó con Pauline C. Sampson en 1870.

## Carrera tardía
Lane quería revivir la universidad de su tío y en 1870 consiguió reabrirla. Fue presidente y contrató a algunos de los antiguos miembros de la facultad de Cooper como instructores. La escuela se afilió al University College, que más tarde se convertiría en el Seminario Teológico de San Francisco, y se cambió el nombre por el de Medical College of the Pacific.
Lane tenía planes más ambiciosos para la escuela, y en 1882 la rebautizó como Cooper Medical College, en honor a su tío, el fundador. La trasladó a un nuevo edificio de ladrillo en las calles Sacramento y Webster, que había financiado personalmente. También construyó el Hospital Lane y una escuela de enfermería, y dispuso en su testamento la construcción de una biblioteca médica independiente.

## Muerte y legado
Lane murió en San Francisco el 9 de febrero de 1902, y su viuda falleció ese mismo agosto; un tercio del patrimonio de Lane fue legado al Cooper Medical College para crear una biblioteca médica. En 1908, Stanford adquirió el Cooper Medical College como núcleo del Departamento de Medicina de Stanford, ahora la Facultad de Medicina de la Universidad de Stanford.
En 1910, Stanford también adquirió los activos del Levi C. Lane Medical Library Trust, que consistía en 30 000 volúmenes, así como un terreno y fondos para la construcción de una biblioteca. La Biblioteca Lane se inauguró el 3 de noviembre de 1912, en la esquina sureste de las calles Webster y Sacramento, frente a la escuela de medicina. Para entonces, la facultad de medicina se había convertido en el Departamento de Medicina de la Universidad de Stanford. La facultad de medicina y la Biblioteca Lane se trasladaron al campus principal de Stanford en 1959.